# Hristu Cândroveanu
Hristu Cândroveanu (ur. 5 lutego 1928 w Babucu, zm. 9 grudnia 2013 w Bukareszcie) – rumuński krytyk literacki, publicysta, tłumacz, prozaik i poeta pochodzenia arumuńskiego. 

## Życiorys
Urodził się w okręgu Durostor, był pochodzenia arumuńskiego. Ukończył studia na Wydziale Filologicznym Uniwersytetu Bukareszteńskiego w 1952 roku, uczył języka rumuńskiego i literatury rumuńskiej w Okręgu Călărași i Okręgu Prahova, a następnie w mieście Ploeszti w latach 1952–1969. 
Zajmował się krytyką literacką, publicystyką, był także tłumaczem, poetą i powieściopisarzem. W latach 80. XX wieku był redaktorem i krytykiem literackim czasopisma „Tomis”. Był redaktorem naczelnym czasopisma „Livres roumains”. Publikował teksty krytyczne m.in. w czasopismach: „Astra”,  „Ateneu”, „Convorbiri literare”, „Cronica”, „Ramuri”, „România literară”, „Viața Românească”. Utworzył dwa rumuńskie czasopisma: „Deșteptarea” i dodatek „Dimândarea” w 1990 roku; pisma miały charakter konserwatywny. Założył Arumuńską Fundację Kulturalną „Dimândarea Părintească” w 1992 roku. Był prezesem stowarzyszenia Societatea de Cultură Macedo-Română (Towarzystwo Kultury Macedorumuńskiej). Był zdania, że Arumuni są Rumunami, a ich mowa to dialekt języka rumuńskiego.

## Publikacje
- Poeme (1973)[1]
- Alfabet liric (1974)[1]
- Printre poeți (1983)[1]
- Antologie de lirică aromână (1975)[1]
- Antologie de proză aromână (1977)[1]
- Poeți și poezie (1980)[1]
- Printre poeți (1983)[1]
- Ore de aur. Pe teme folclorice aromâne și nu numai (1983)[1]
- Un veac de poezie aromână  (współautorka: Kira Iorgoveanu; 1985)[1]
- Trei balade armânești (współautor: Ioan Cutova; 1985)[1]
- Aromânii: ieri și azi (1995)[1]
- Marea serenității (1996)[1]
- Cinci balade aromâne (1996)[1]
- Parmithi di niadzadzua (1997)[1]
- Gramatica aromână, Practica, (współautor: Ion Coteanu; 1998)[1]
- Antologia poeziei străine în grai aromân (2000)[1]
- Carte de vacanță pentru aromâni (2001-2002)[1]
- Antologia poeziei române clasice și moderne în grai aromân (2003)[1]
- Antologia poeziei române contemporane în grai aromân (2004)[1]
- Abecedar român-aromân, (współautorka: Eugenia Cândroveanu; 2004)[1]
- Caleidoscop aromân (5 tomów, 1998-2002)[1]
- Despre aromâni, De vorbă cu Hristu Cândroveanu, (współautor: Emil Țîrcomnicu; 2006)[1]